# Foreste tropicali delle isole Christmas e Cocos
L'ecoregione delle foreste tropicali delle isole Christmas e Cocos (WWF ID: IM0110) copre le aree boschive dell'isola di Natale e di quella di North Keeling, due piccole isole oceaniche a sud dell'isola indonesiana di Giava. Le foreste di queste due isole condividono elementi arborei di tipo indo-pacifico e melanesiano propri delle isole vicine, ma si distinguono per il fatto di ospitare grandi popolazioni di granchi rossi terrestri (Gecarcoidea natalis). A causa della loro posizione remota, sono numerose le specie endemiche.

## Geografia

### L'isola di Natale
L'isola di Natale, 350 km a sud-ovest dell'isola di Giava, è prevalentemente ricoperta da foreste. Dei suoi 135 km² di superficie totale, 85 sono protetti dal parco nazionale dell'isola di Natale. L'isola non è altro che il rivestimento calcareo della cima di un antico vulcano sommerso, con terrazze erose e un altopiano interno.

### Le isole Cocos (Keeling)
Delle isole Cocos (Keeling), solo North Keeling è ricoperta da cospicue foreste, in quanto le foreste delle altre isole sono state per lo più convertite in terreni agricoli. North Keeling si trova 900 km a sud-ovest dell'isola di Natale. Anche le isole Cocos sono le vette di montagne sottomarine sommerse, ma la loro superficie è limitata a un atollo corallino pianeggiante.

## Clima
L'ecoregione ha un clima monsonico tropicale (Am secondo la classificazione dei climi di Köppen), caratterizzato da temperature relativamente uniformi durante tutto l'anno (tutti i mesi hanno una temperatura media superiore a 18 °C) e da una stagione secca pronunciata. Durante il mese più secco cadono meno di 60 mm di precipitazioni, ma sempre più di 25 mm. Questo clima è a metà strada tra quelli della foresta pluviale tropicale e della savana tropicale. L'isola di Natale ha temperature medie di 23-29 °C e un'umidità media dell'80-90% (Gray, 1981). Riceve in media 2000 mm di precipitazioni annue. La stagione delle piogge monsoniche va da dicembre ad aprile.

## Flora e fauna
Le foreste dell'ecoregione sono caratterizzate da una fitta volta che si sviluppa a 30-40 metri di altezza, uno scarso sottobosco e un'ampia varietà di epifite. Alcuni alberi raggiungono i 50 metri. Le specie arboree caratteristiche sono Planchonella duclitan, Syzygium nervosum, Tristiropsis acutangula, Inocarpus fagifer e Hernandia ovigera. Il sottobosco esistente è tipicamente costituito dalla palma di Lister (Arenga listeri) e da Pandanus elatus.
Si stima che in questi boschi vivano oltre 100 milioni di granchi rossi (Gecarcoidea natalis), che mantengono la maggior parte del suolo della foresta libero da foglie cadute e altro tipo di lettiera. L'isola di Natale ospita anche la civetta sparviero di Christmas (Ninox natalis).

## Aree protette
Circa il 36% dell'ecoregione ricade all'interno di aree protette, tra cui ricordiamo:
- il parco nazionale dell'isola di Natale;
- il parco nazionale di Pulu Keeling.[7]